# External Stowage Platform
External Stowage Platform (viết tắt là ESP, có nghĩa là bệ sắp xếp hàng hóa bên ngoài) là một bộ phận không điều áp của trạm không gian quốc tế. Nó là một pa-lét dùng để chứa các bộ phận dự phòng thay thế cho trạm gọi là bộ phận thay thế trên quỹ đạo (Orbital Replacement Units - ORU) và các dụng cụ cho các phi hành gia trong các chuyến đi bộ không gian. Các ESP cũng có các dây cáp nối với trạm để cung cấp năng lượng cho các ORU. Các ESP được lắp vào các vị trí khác nhau ở phía bên ngoài trạm trong môi trường chân không của vũ trụ. Có tất cả ba ESP trên trạm là ESP-1, ESP-2 và ESP-3.

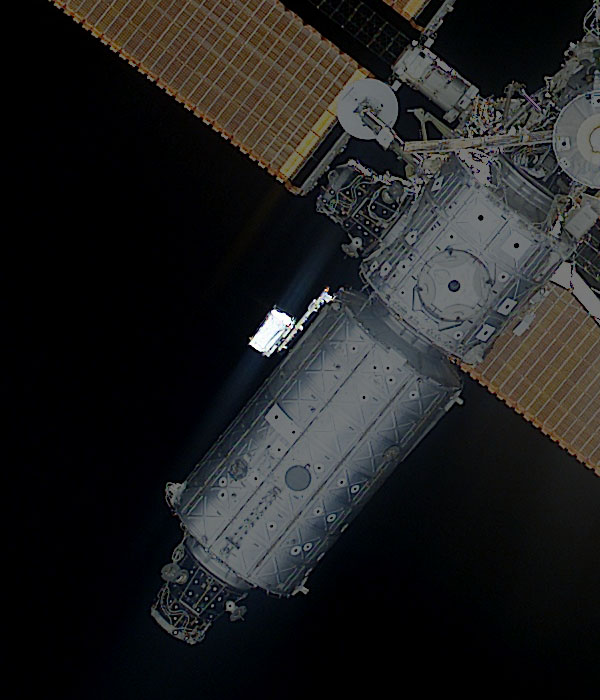
ESP-1 bên ngoài Detiny

## ESP-1
ESP-1 là ESP đầu tiên được lắp vào trạm, trong sứ mệnh con thoi STS-102/5A.1 của tàu Discovery nhằm trang bị cho phòng thí nghiệm Destiny. Nó được lắp vào phần phía sau bên trái của Destiny. ESP-1 có 2 vị trí để gắn các.

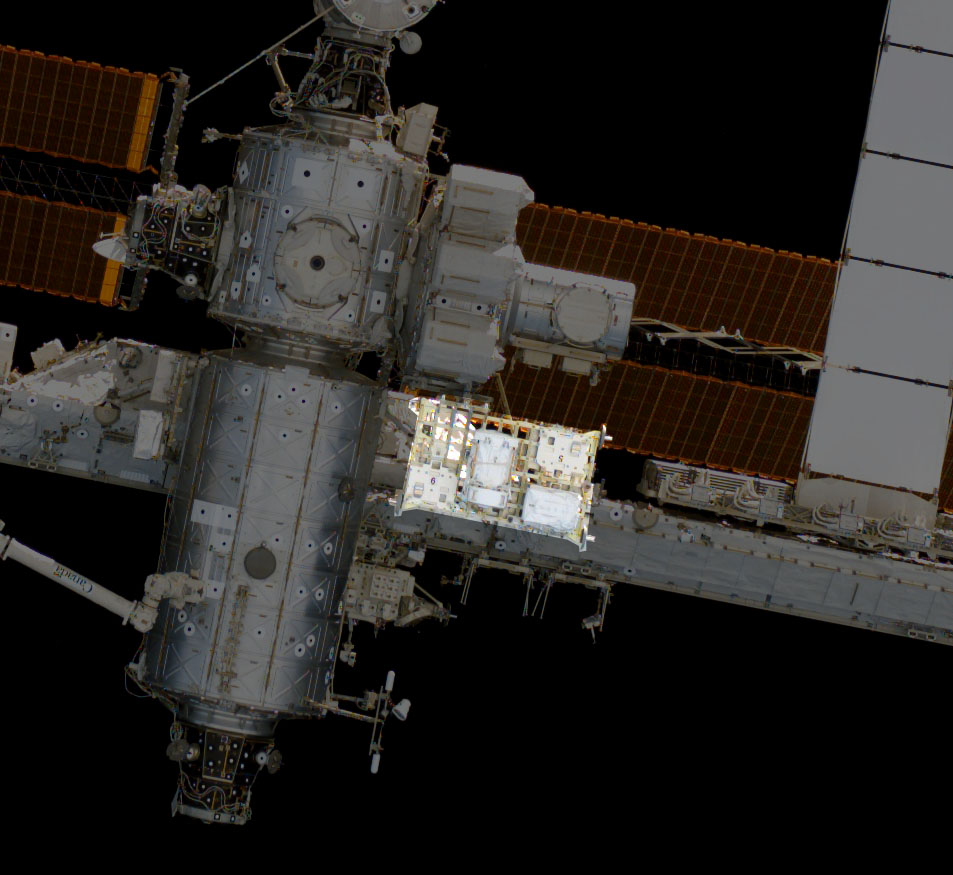
ESP-2 bên cạnh Quest Join Airlock

## ESP-2
ESP-2 được đưa lên trạm trong sứ mệnh chuyến bay trở lại thứ hai STS-114/LF1 của tàu con thoi Endeavour. Nó được lắp vào bên ngoài của khoang nút không khí Quest Join Airlock. ESP-2 lớn hơn so với ESP-1 và có tới 8 vị trí để chứa các ORU.
Khối lượng tịnh: 2676 kg
Khối lượng khi phóng (tính cả tải trọng mang theo): 3402 kg

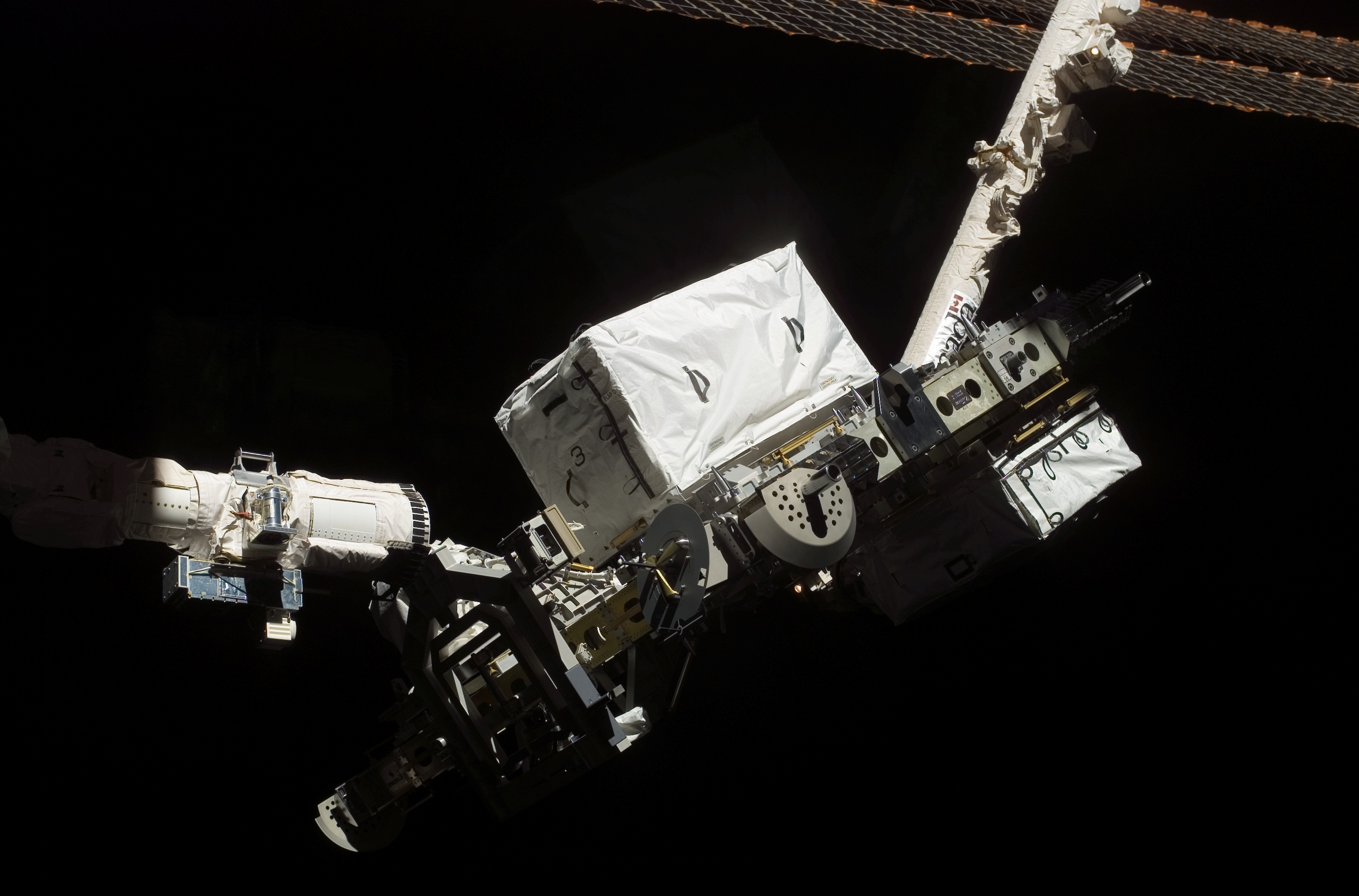
ESP-3

Kích thước: 3.65 m x 4.9 m x 2.74 m

## ESP-3
ESP-3 được lắp ghép vào trạm trong sứ mệnh STS-118/13A.1 của tàu Endeavour nhằm lắp đặt giàn S5 vào trạm. ESP-3 có chỗ chứa cho 7 ORU và được gắn vào giàn P3. Đây cũng là bộ phận quan trọng đầu tiên của trạm được lắp ráp hoàn toàn bằng robot thông qua các cánh tay robot của trạm và của tàu con thoi mà không cần các chuyến đi bộ không gian của các phi hành gia.
Khối lượng tịnh: 2902 kg
Khối lượng khi phóng (tính cả tải trọng mang theo): 3400 kg
Kích thước: 4 m x 2.2 m